# Hill Top (Burnopfield and Dipton)
Hill Top – wieś w Anglii, w hrabstwie Durham, blisko Stanley. Leży 17 km na północny zachód od miasta Durham i 391 km na północ od Londynu.